# Чи Юн Нам
Чи Юн Нам (кор. 지윤남?, 志尹南?; 20 ноября 1976, Пхеньян, КНДР) — северокорейский футболист, игравший на позиции защитника и полузащитника за клуб «25 апреля». Участник чемпионата мира 2010 года в составе сборной КНДР.

## Карьера

### Клубная
С 2004 года выступает в Северокорейской лиге за клуб «25 апреля», который становился чемпионом страны в 2005 году.

### В сборной
В составе главной национальной сборной КНДР дебютировал 18 февраля 2004 года в проходившем в Сане матче отборочного турнира к чемпионату мира 2006 года против сборной Йемена, всего провёл в том розыгрыше 3 встречи, во всех из них выйдя на замену.
В 2009 году сыграл 5 матчей в отборочном турнире к чемпионату мира 2010 года.
В 2010 году Чи был включён в заявку команды на финальный турнир чемпионата мира в ЮАР.
На 34-м году жизни Чи стал самым возрастным игроком сборной КНДР на финальном турнире чемпионата мира 2010 года.
В первом групповом матче на чемпионате мира 2010 против сборной Бразилии, завершившимся для сборной КНДР поражением со счётом 1:2, Чи Юн Нам забил гол на 89 минуте. Этот мяч в итоге стал единственным голом КНДР на турнире, сам же Чи Юн Нам сыграл во всех 3-х матчах сборной.

#### Голы
| # | Дата            | Место                             | Соперник         | Счёт | Результат | Турнир                                   |
| - | --------------- | --------------------------------- | ---------------- | ---- | --------- | ---------------------------------------- |
| 1 | 23 февраля 2008 | Чунцин, Китай                     | Китай            | 1:3  | поражение | Чемпионат Восточной Азии по футболу 2008 |
| 2 | 27 августа 2009 | Гаосюн, Тайвань                   | Китайский Тайбэй | 2:1  | победа    | Чемпионат Восточной Азии по футболу 2010 |
| 3 | 15 июня 2010    | Кока-Кола Парк, Йоханнесбург, ЮАР | Бразилия         | 1:2  | поражение | Чемпионат мира по футболу 2010           |

## Достижения
- Чемпион КНДР (1): 2005